# 경인의료재활센터병원
경인권역재활병원(Gyeong-in Regional Rehabilitation Hospital)은 보건복지부와 인천광역시의 후원으로 국립재활원과 연계된 재활사업들을 위해 설립된 대한민국 보건복지부 산하 대한적십자사 소속 재활전문병원이다. 국·시비 370억원이 투입돼 인천시 연수구 연수동 인천적십자병원 부지내에 지상 1~5층, 연면적 1만6천600m2, 150병상 규모로 건립되어 있다. 인천광역시 연수구 원인재로 263에 위치하고 있다.

## 연혁
- 2007년 10월 경인의료재활센터병원 착공식
- 2009년 9월 경인의료재활센터병원 완공
- 2009년 12월 경인의료재활센터병원 명칭 사용
- 2010년 9월 경인의료재활센터병원 개원식
- 2010년 10월 인천적십자병원과 기관 분리 (요양병원으로 개설신고 완료)[4]
- 2011년 6월 초대 임윤명 병원장 취임
- 2018년 7월 장용원병원장 취임
- 2022년 4월 경인권역재활병원으로 병원명 변경, 병원급으로 종별 변경

## 조직

### 경인권역활센원장
- 약제팀
- 원무팀
- 총무팀
- 진단검사의학과
- 영상의학과

## 사건·사고 및 논란

### 인천적십자병원 부속시설화 논란
2011년 7월 6일 인천광역시의회 문화복지위원회 박순남 의원의 보고서에 따르면 5층 건물인 재활병원에 재활치료실은 반 지하층인 1층에만 있고 2, 3층은 적십자 병원의 외래 진료실과 수술실, 중환자실, 검사실 등으로 배치돼 있다고 보고하면서, 장애인을 위해 건립한 재활병원이 장애인들이 이용할 시설은 단 한개 층 밖에 없어 혼잡한 상태에서 재활치료를 받고 있다고 지적했다. 반면, 비장애인들은 2층과 3층의 쾌적한 환경에서 치료를 받고 있어 이 병원이 재활병원인지 아니면 적십자병원인지 운영상의 문제와 건립 취지가 무색하다고 보고했다. 박 의원은 2010년부터 2011년 4월까지 이 시설을 이용 환자를 조사한 결과를 보면 이용 환자수는 총15만2천973명, 이중 재활병원환자가 3만8천411명, 적십자병원환자가 11만4천562명(74%)으로 대부분 적십자병원의 환자였던 것으로 밝혀졌다며 “환자 이용실태만 보더라도 경인재활병원은 적십자병원의 부속시설로 전락 되었음을 볼 수 있다”고 말했다.
이에 대해 인천광역시청 관계자는 “적십자병원의 시설 및 장비를 재활병원으로부터 분리. 독립하는 방안을 마련하여 단계별로 추진하되 내과 등 일반진료과는 빠른 시일내에 이전조치하고 2층에 설치되어 있는 수술실, 중환자실, 검사실등은 대한적십자사의 재정여건이 조성되는 대로 신속히 분리하고 완전 분리전까지는 인천적십자병원이 재활병원에 임대료와 사용료를 내게 할 계획”이라고 답했다.
2011년 9월 26일 민주통합당 인천광역시당 장애인위원회와 ㈔인천시장애인단체총연합회 회원단체는 인천광역시청에서 기자회견을 열고 “인천지역 장애인들의 재활전문 치료를 위해 건립한 경인의료재활센터병원(이하 재활병원)을 적십자 병원과 분리·독립하라”고 주장했다. 이들은 2010년부터 2011년 4월까지 경인권역재활병원을 이용한 총 환자(3만8천411명) 대비 적십자병원환자(11만4천562명) 비율이 평균 74.8%에 이르고 있다고 주장했으며 “재활치료실은 1층에만 있고 2, 3층은 적십자 병원의 외래 진료실과 수술실, 중환자실, 검사실 등으로 사용하고 있다”며 “정작 재활이 필요한 환자들이 불편을 겪는 등 일반 병원환자들과 주객이 전도됐다”고 말했다. 이어 “병원이 당초 건립계획과 다르자 2010년 2월 보건복지부로부터 장애인에게 특화된 서비스를 제공하는 시설로 사용하도록 협조공문을 받았는데도 미온적으로 대처하고 있다”며 “시설 및 장비를 제외한 목적 외 사용 부문에 대한 내역 확정이 이뤄지지 않아 현재까지도 건립비 및 2010년 운영비 정산이 안되고 있다”고 덧붙였다.

### 인천광역시청과 인천적십자병원 간 갈등
2011년 10월 17일 인천광역시청의 한 관계자는 "경인의료재활센터의 2~3층이 실제로는 적십자병원으로 사용되는 실정에서 병원 측에 시절 이전을 요구했지만 오는 2015년에나 가능하다는 답변을 받았다"면서 "센터가 당초 목적에 맞게 가동되도록 대한적십자사는 인천적십자병원과 센터의 분리ㆍ독립을 조속히 추진해야 한다"고 말했다.
반면 인천적십자병원 측은 센터 건립 단계에서부터 일부 공간과 장비를 공동 활용하는 조건으로 사업을 추진했는데 시가 이제 와서 문제를 제기하고 있다는 주장이다. 인천적십자병원의 한 관계자는 "시와 대한적십자사가 센터 공동운영협약을 했고 건립추진위원회에 인천광역시청 간부도 포함돼 센터 건립을 함께 추진했다"면서 "재활센터와 적십자병원이 별도 시설과 장비를 사용하는 구조로 사업을 추진했다면 사업비가 훨씬 늘어났을 것"이라고 말했다.
이에 대해 인천광역시청은 2013년까지는 경인의료재활센터와 적십자병원을 완전 분리한다는 목표를 세우고 적십자병원 측에 조속한 조치를 계속 요구할 방침이며 2010년부터 대한적십자사 인천적십자병원이 임의로 사용해온 경인의료재활선터에 대한 보조금, 임대료 등 사용료 총 46억5000만원을 징구할 예정이라고 밝혔다. 시청 관계자는 "보건복지부 의견 결과에 따라 대한적십자사에 지급한 보조금에 대해 반환 징구할 계획"이라며 "적십자사가 반환하지 않을 경우 압류 등 채납절차를 밟을 계획"이라고 말했다.

## 같이 보기
- 인천적십자병원